# 1845 au théâtre
| Années du théâtre : 1842 - 1843 - 1844 - 1845 - 1846 - 1847 - 1848    |
| Décennies du théâtre : 1810 - 1820 - 1830 - 1840 - 1850 - 1860 - 1870 |

## Pièces de théâtre représentées
- 29 mars : La Biche au Bois ou Le Royaume des Fées, vaudeville-féérie des Frères Cogniard, au théâtre de la Porte-Saint Martin
- 18 mai : Le Lansquenet et les chemins de fer: comédie de Jean-François Bayard et Dumanoir, théâtre du Gymnase dramatique
- 19 août : La Vie en partie double: comédie en un acte d’Auguste Anicet-Bourgeois et d’Édouard Brisebarre au théâtre du Gymnase dramatique.
- 14 octobre : Le Diable à Quatre, vaudeville-féérie des Frères Cogniard et Messieurs Jaime et Michel Delaporte, au théatre du Vaudeville

## Décès
- Date précise inconnue ou non renseignée :
  - Adélaïde-Thérèse Feuchère, actrice française, active à Paris, en Suède et à Lyon, née en 1768.